# Fontigens turritella
Fontigens turritella är en snäckart som beskrevs av Leslie Raymond Hubricht 1976. Fontigens turritella ingår i släktet Fontigens och familjen tusensnäckor. IUCN kategoriserar arten globalt som nära hotad. Inga underarter finns listade i Catalogue of Life.